# Romarska cerkev v Wiesu
Romarska cerkev v Wiesu (nemško Wieskirche) je izredno lepo opremljena romarska cerkev v skupnosti Steingaden, ki je del okrožja Wies, v tako imenovani bavarskem Pfaffenwinkel. Polno ime  Wallfahrtskirche zum Gegeißelten Heiland auf der Wies  (romarska cerkev bičanega Odrešenika v Wiesu). Cerkev spada v Augsburško škofijo. Zavetnik cerkve je sveti Jožef.

## Zgodovina
Temelj cerkve sega v romanje, ki je obstajalo od leta 1739. Izvira iz čaščenja kipa bičanega Odrešenika, ki sta ga leta 1730 naredila pater Magnus Straub in brat Lukas Schweiger v zgornjebavarskem samostanu Steingaden. Kip je bil izveden leta 1732-34 med procesijo samostana na Veliki petek, vendar je prišel leta 1738 v zasebno last kmeta iz Wiesa, vas poletnega in počitniškega domovanja samostana nekaj kilometrov jugovzhodno od vasi. 14. junija 1738 je kmetova žena Maria Lory opazila v očeh figure nekaj kapljic, za katere je mislila, da so solze. V naslednjem letu 1739 je molitev in manjše romanje s podobo Odrešenika pripeljalo do izgradnje majhne poljske kapele. Leta 1744 je bilo pridobljeno dovoljenje za branje maše v kapelici, in romarje je dobilo uradni blagoslov cerkve. 
Današnjo Wieskirche sta zgradila brata Johann Baptist in Dominikus Zimmermann med letoma 1745 in 1754 pod vodstvom opata Marinusa II. Mayerja v rokoko slogu. Gradnja je prinesla samostanu Steingaden velike finančne težave. Tako so se gradbeni stroški prvotno ocenjenih 39.000 guldnov povečali na 180.000, kar je skupaj z drugimi obveznostmi povzročilo finančno breme, od katerega si samostan nikoli ni opomognil do razpada med sekularizacijo leta 1803. 
Pogosto se govori, da je bavarska država med sekularizacijo načrtovala dražbo ali rušenje Wieskirche, a so lokalni kmetje dosegli ohranitev stavbe. Nasprotno pa dokazi kažejo, da je razveljavitev komisije iz leta 1803 - zaradi gospodarskih pomislekov samostana Steingadener - izrecno podprla nadaljevanje romanja v Wiesu. 
Leta 1983 je bila Wieskirche vpisana na seznam Unescove svetovne dediščine in obnovljena med letoma 1985 do 1991 za 10,6 milijona DM. Danes cerkev vsako leto obišče več kot milijon ljudi. Redno prirejajo koncerte cerkvene glasbe.
Glavna praznovanja v Wiesu so: 1. maja začetek romanja, 14. junij ali naslednja nedelja praznik Kristusovih solz (spomin na Čudež solz in izvor romanja), festival varuha angela prve nedelje v septembru v spomin na posvetitev in praznik bratovščine bičanega Odrešenika v Wiesu (Bruderschaft zum gegeißelten Heiland auf der Wies) drugo nedeljo v oktobru. V Wiesu se praznuje karnevalska in velikonočna liturgija. V cerkvi je tudi Confraternitas Domini Nostri Flagellati (bratovščina bičanega Odrešenika) , katerega člani so posvečeni posebnemu čaščenju bičanega Odrešenika. Sedaj ima več kot 350 članov, ki jih sestavljajo duhovniki in laiki.

## Oprema
Oltarna slika je münchenskega dvornega slikarja Balthasar Augustin Albrecht.
Štiri figure velikih teologov (Hieronima, Ambroža, Avguština in Gregorja Velikega) so zrela dela tirolskega kiparja Antona Sturma.
Sploščeni kupolni strop je poslikan s trompe l'oeil fresko.
Vzhodno od stolpa je baročni podaljšek, ki je služil opatom Steingadena kot poletna rezidenca. V tem prizidku so živeli tudi 4-6 očetov, ki so skrbeli pastirsko oskrbo romarjev. 

### Orgle
Orgle segajo v dvoročni Schleifladenorgel z 23 registri, ki jih je leta 1757 zgradil Johann Georg Hörterich z mehansko Spieltraktur in verjetno s kratko oktavo v južno-nemški avstrijski tradiciji. O samem instrumentu je zelo malo ohranjenega.
To delo je leta 1928 zamenjal gradbenik Willibald Siemann na novo zgrajeni Opus 441. Ta instrument z dvema priročnikoma in 27 registri je imel pnevmatsko delovanje po sodobnem okusu.  Koncept je veljal za modernega in trendovskega v smislu gibanja orgel in je bil zdaj »primeren tudi za Bacha«.
Leta 1959 je Gerhard Schmid iz Kaufbeurena zgradil nov, tri-ročni instrument z 43 registri na zgodovinskem rokokojevskem ohišju Dominikusa Zimmermann, z mehanskim delovanjem in pnevmatskim registrom. Tudi na novo zgrajena je bila sodobna igralna površina. Iz zgodovinskih orgel iz leta 1757 je bilo prevzetih okoli 600 cevi in nekaj registrov, ki jih je družba Siemann dodala leta 1928. Ta nova zgradba se je po slogovno približala baročnemu obdobju.
Leta 2010 je bila izdelana nova zgradba izdelovalca orgel Claudiusa Winterhalterja iz Oberharmersbacha, saj niti rekonstrukcija Schmidovih orgel, niti rekonstrukcija prvotnega instrumenta nista bili vprašljivi. Med fazo načrtovanja se je izkazalo, da bi se lahko nekateri zgodovinski deli, kot je spremenjeno konzolno ohišje in škatla cevi iz Hörterichovih orgel, lahko vključili. Skratka, tako 475 cevi iz nekdanjih Hörterichovih orgel kot tudi 41 Siemannovih cevi je bilo vključenih v koncept novih Wiesovih orgel.  Zimmermannovo ohišje je bilo ohranjeno in dopolnjeno z restavriranjem. Zgodovinska igralna miza iz leta 1757 je bila obnovljena in dopolnjena, da bi zagotovila sodobno velikost ter graciozno in privlačno igralno mizo. Nova dispozicija orgel je bila spet južno-nemška zvočna značilnost, ki je zmerno razširjena z drugimi slogovnimi elementi, da bi izpolnila liturgične zahteve in sodobno koncertno delovanje.